# Данбері (Коннектикут)
Данбері (англ. Danbury) — місто (англ. city) в США, в окрузі Ферфілд на південному заході штату Коннектикут. Населення — 86 518 осіб (2020).

## Географія
Данбері розташоване за координатами 41°24′7″ пн. ш. 73°28′20″ зх. д. / 41.40194° пн. ш. 73.47222° зх. д. (41.401839, -73.472285). За даними Бюро перепису населення США в 2010 році місто мало площу 114,33 км², з яких 108,50 км² — суходіл та 5,83 км² — водойми.

### Клімат
| Клімат : Данбері        | Клімат : Данбері | Клімат : Данбері | Клімат : Данбері | Клімат : Данбері | Клімат : Данбері | Клімат : Данбері | Клімат : Данбері | Клімат : Данбері | Клімат : Данбері | Клімат : Данбері | Клімат : Данбері | Клімат : Данбері | Клімат : Данбері |
| Показник                | Січ.             | Лют.             | Бер.             | Квіт.            | Трав.            | Черв.            | Лип.             | Серп.            | Вер.             | Жовт.            | Лист.            | Груд.            | Рік              |
| Абсолютний максимум, °C | 21,7             | 25,0             | 33,3             | 35,0             | 36,1             | 40,6             | 41,1             | 40,0             | 37,8             | 32,8             | 27,8             | 26,7             | 41,1             |
| Середній максимум, °C   | 1,8              | 4,2              | 9,2              | 16,3             | 22,3             | 27,1             | 29,4             | 28,1             | 23,7             | 17,1             | 10,8             | 4,6              | 16,2             |
| Середній мінімум, °C    | −7,6             | −6,1             | −2,4             | 3,3              | 8,8              | 14,3             | 17,1             | 16,3             | 11,5             | 5,1              | 0,6              | −4,4             | 4,7              |
| Абсолютний мінімум, °C  | −27,8            | −26,7            | −22,8            | −10              | −3,9             | 1,7              | 3,3              | 2,8              | −5               | −8,9             | −17,8            | −23,9            | −27,8            |
| Норма опадів, мм        | 96               | 84               | 115              | 105              | 104              | 126              | 121              | 111              | 124              | 120              | 109              | 110              | 1324             |
| Днів з опадами          | 11,5             | 9,8              | 11,8             | 11,4             | 12,1             | 11,9             | 10,3             | 9,3              | 9,0              | 9,2              | 10,0             | 11,5             | 127,8            |
| Днів зі снігом          | 7,9              | 5,4              | 4,2              | ,9               | 0                | 0                | 0                | 0                | 0                | ,1               | 1,0              | 5,0              | 24,5             |
| ----------------------- | ---------------- | ---------------- | ---------------- | ---------------- | ---------------- | ---------------- | ---------------- | ---------------- | ---------------- | ---------------- | ---------------- | ---------------- | ---------------- |
| Джерело: NOAA           |                  |                  |                  |                  |                  |                  |                  |                  |                  |                  |                  |                  |                  |

## Демографія
Згідно з переписом 2010 року, у місті мешкали 80 893 особи в 28 907 домогосподарствах у складі 19 134 родин. Густота населення становила 708 осіб/км². Було 31154 помешкання (272/км²).
Расовий склад населення:
| - 68,2 % — білих - 7,2 % — чорних або афроамериканців - 6,8 % — азіатів - 0,4 % — корінних американців - 12,9 % — осіб інших рас |

До двох чи більше рас належало 4,5 %. Частка іспаномовних становила 25,0 % від усіх жителів.
За віковим діапазоном населення розподілялося таким чином: 21,1 % — особи молодші 18 років, 67,8 % — особи у віці 18—64 років, 11,1 % — особи у віці 65 років та старші. Медіана віку мешканця становила 36,2 року. На 100 осіб жіночої статі у місті припадало 96,4 чоловіків; на 100 жінок у віці від 18 років та старших — 94,3 чоловіків також старших 18 років.
Середній дохід на одне домашнє господарство становив 85 620 доларів США (медіана — 66 676), а середній дохід на одну сім'ю — 99 557 доларів (медіана — 78 168). Медіана доходів становила 50 094 долари для чоловіків та 41 230 доларів для жінок. За межею бідності перебувало 12,0 % осіб, у тому числі 16,0 % дітей у віці до 18 років та 11,2 % осіб у віці 65 років та старших.
Цивільне працевлаштоване населення становило 45 043 особи. Основні галузі зайнятості: освіта, охорона здоров'я та соціальна допомога — 20,2 %, роздрібна торгівля — 14,0 %, науковці, спеціалісти, менеджери — 13,1 %.

## Релігія
- Церква Богородиці Гваделупської

## Відомі люди
У місті народились:
- Чарлз Айвз — американський композитор;
- Джонатан Брендіс — американський актор.

У місті померли:
- Рекс Стаут — американський письменник детективних романів.
- Мілош Форман - чеський та американський режисер, сценарист.